# قائمة المسائل غير المحلولة في الطب
تتناول هذه المقالة المسائل البارزة غير المحلولة في الطب. ترتبط معظم هذه المشكلات بكيفية عمل العقاقير (ما يُسمى آلية العمل)، وإلى الأمراض ذات السبب المجهول، ما يُسمى مرض مجهول السبب.

## تعريف "المرض"
لا توجد تعريف شامل وواضح لماهية مرض. فمن ناحية، هناك تعريف علمي مرتبط بعملية فسيولوجية، ومن ناحية أخرى، ثمة معاناة ذاتية للمريض وخسارة في جودة حياته. كلا المنهجين لا يشترطان التطابق، ويمكن أن يتناقضا أحيانًا.
فعلى سبيل المثال، عندما يلتمس المريض المساعدة الطبية بسبب إنفلونزا شديدة، لا يهتم الطبيب بالعملية الفيروسية والمناعية الخاصة بالخلفية وراء المعاناة الواضحة. ويُقابَل ذلك بالعديد من مرضى داء ترسب الأصبغة الدموية الذين لا يشعرون بأي معاناة ولا تغيّر في جودة حياتهم، بينما تكون العملية المسببة للمرض شديدة وغالبًا مميتة إذا تُركت دون علاج. وبالمثل، فإن العديد من أنواع سرطان في مراحلها المبكرة جدًا تكون بدون أعراض (مثال: سرطان البنكرياس) ويظل المريض يشعر بصحّة جيدة، مما يؤخر طلب العلاج.
أحيانًا تلعب العوامل الثقافية دورًا في تعريف "المرض". فقد كان يُنظر سابقًا إلى ضعف الانتصاب على أنه حالة سلبية لكنها غير مرضية. وقد أدى إدخال علاجات فعّالة إلى قبوله كمرض.
تزداد الصعوبات أكثر عند الحديث عن اضطراب نفسي. فإن اكتئاب (حالة نفسية) واضطراب القلق تُسبّب معاناة ذاتية كبيرة للمريض، لكنها لا تضرّ الآخرين. وعلى النقيض، فإن اضطراب الشخصية النرجسية أو اضطراب ضبط النفس لا يسببان معاناة للمريض، لكن تُتأثر العلاقات علاقة شخصية وقد يتعرّض الآخرون للأذى.
كما يدور الجدل حول ما إذا كان ينبغي تصنيف السلوكيات النادرة أو الاجتماعية المحظورة كمرض إذا لم تُسبّب معاناة للمريض ولا تُعرّض الآخرين للخطر. تشمل هذه السلوكيات شذوذ جنسي، أو السلوكيات التي يُنظر إليها ببساطة على أنها "غير مناسبة" أو غير نمطية لعمر المريض أو جنسه، أو بعض أعراض اضطراب طيف التوحد (مثل الحركات المتكررة، والاهتمامات الضيّقة، والتفضيلات الحسية غير العادية، وانعدام التواصل البصري، وغيرها).
تشير عبارة تشخيص سلة المهملات إلى تشخيص مبني على أعراض ذات سبب غير واضح، ويُستخدم أحيانًا كشكل من أشكال الإجراءات الورقية لتغطية التأمين لعلاج قد يعالج المرض أو يحسّن أعراض المريض أو جودة حياته. وما إذا كان اضطراب معين يُحتسب ضمن هذا التصنيف يُعدّ مسألة جدل. ومثال على ذلك هو تشخيص فيبروميالغيا عبر ألم عضلي ذي مصدر غير واضح.

## الطب المبني على الأدلة
لقد أصبح الطب القائم على الدليل المنهج المركزي في الممارسة والبحث الطبي. ومع ذلك، يستمر الجدل حول الطب القائم على الدليل، وكيفية تطبيق النتائج المستخلصة من عينات كبيرة من المرضى على الفرد الواحد.

## الطب النفسي وعلم النفس

### ضعف الموثوقية في تشخيص بعض الاضطرابات
على الرغم من أن أدلة مثل الدليل التشخيصي والإحصائي للاضطرابات النفسية قد غطّت الكثير، إلا أن موثوقية التشخيص ما تزال ضعيفة في بعض الاضطرابات...

### القضايا الثقافية في تعريف الاضطرابات النفسية
بعض الاضطرابات مثل شذوذ جنسي، سلوك جنسي قهري، اضطرابات الشخصية تُعرّف جزئيًا بناءً على المعايير الثقافية، لا على الأساس الصحي. على سبيل المثال، اعتُبرت مثلية جنسية مرضًا نفسيًا حتى عام 1973 حين غيّرت الجمعية الأمريكية للطب النفسي موقفها...

### لا تصنيف سببي للاضطرابات النفسية
في الطب العام، يُصنّف المرض أحيانًا بناءً على سببه، مثل إحالة مريض شلل سببه سرطان إلى طب الأورام. أما في الطب النفسي فلا يزال تصنيف الأمراض حسب السبب غير متحقق، ويُعتمد التصنيف على الأعراض، مما يعوق أحيانًا فاعلية العلاج.

## أمراض غير معروفة السبب
هناك العديد من الأمراض التي لا يُعرف سببها أو آلية حدوثها، وتُعرف بـ مرض مجهول السبب. ومن أمثلتها: التليف الرئوي مجهول السبب، ارتفاع الضغط داخل القحف مجهول السبب، والنزيف الرئوي مجهول السبب، بالإضافة إلى التهاب اللثة العدواني.

## آليات العمل
في بعض الأحيان لا يُعرف كيف تعمل بعض الأدوية. فحتى مع معرفة تأثيرها على عمليات حيوية محددة، مثل إعادة امتصاص السيروتونين، يبقى من غير المفهوم كيف يؤدي ذلك إلى تحسن الأعراض.
ومن أمثلة الأدوية ذات آلية العمل غير المعروفة: باراسيتامول، مضاد اكتئاب، وليثيوم (دواء)، وكذلك مخدر عام.